# Монастырь кармелитов обутых (Львов)
Монасты́рь кармели́тов обу́тых — несуществующий ныне мужской римо-католический монастырь во Львове, Украина. Келии монастыря сохранились по улице Князя Романа, 5а, сейчас используются как учебный корпус Государственного университета Львовская политехника. Здание несёт черты таких архитектурных стилей как готика, ренессанс и историзм.

## История
Находился в районе современной улицы Князя Романа (советское название — Ватутина, в польское время — Батория). Монастырь был основан в 1614 году. Он представлял важное звено обороны, находившееся вне собственно городских стен, наряду с монастырями бернардинцев, кармелитов босых, Святого Лазаря, Святой Магдалены и собором Святого Юра. 
Во время осады Львова войсками Богдана Хмельницкого этот монастырь был взят штурмом 9 октября благодаря помощи одного из ремесленников-русинов. При обороне монастыря погибло около 400 человек, которые были позже захоронены в монастыре кармелитов босых.
На фасадах частично сохранились первоначальные готические белокаменные обрамления оконных прорезов, которые использовались в зданиях Львова ещё в начале XVII века. После ликвидации ордена монастырь был приспособлен в 1789 году под фабрику шёлковых тканей, в конце 1790-х годов под казармы и конюшни, в 1819—1939 годах под тюрьму (в которой, находился известный украинский писатель Иван Франко). Костел был разобран в 1869—1870 годах, оборонительные стены и валы — начиная с 1840 года, часть корпуса келий — после 1879 года.

## Архитектура

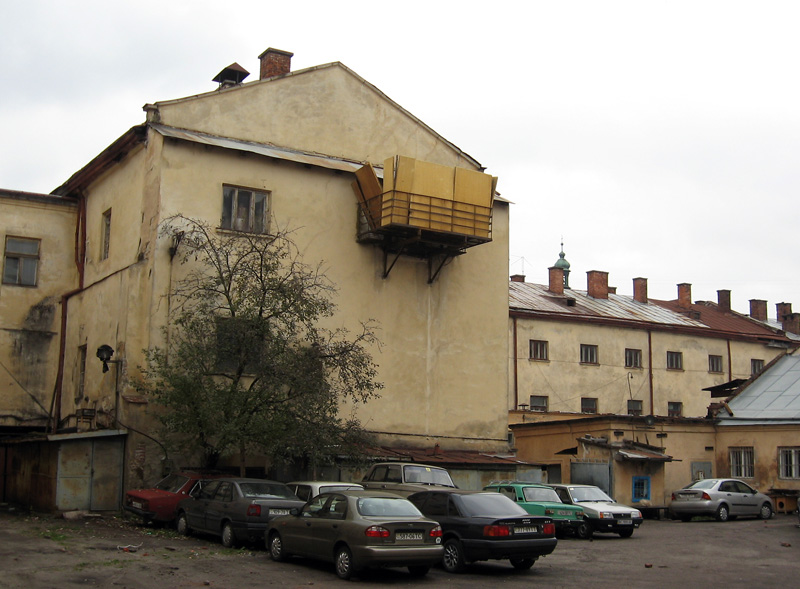
Бывшее здание монастыря

Единственное сохранившееся здание бывшего большого монастыря кармелитов обутых было выстроено в 1614 году, по-видимому, по проекту итальянского архитектора А. Прихильного; в 1860-х годах было достроено восточное крыло. Дом находится внутри квартала, во дворе, используется как лабораторный корпус университета Львовская политехника. Внешне это простое кирпичное двухэтажное здание, накрытое двускатной крышей.
План здания сохранился в первоначальном виде (коридорная схема с кельями по одну сторону на первом уровне и с обеих сторон — на втором). Корпус в плане имеет форму буквы Г, и к нему в 1876 года пристроено здание бывшей гимназии имени Франца Иосифа (ныне школа № 35). Подвальный этаж засыпан землей в 1945—1950 годах. На первом и втором уровнях в корпусе сохранены первоначальные крестовые своды в кельях. Кельи двух типов: прямоугольные (25 м²) и квадратные (11 м²) в плане.